# Hanna Gałązka

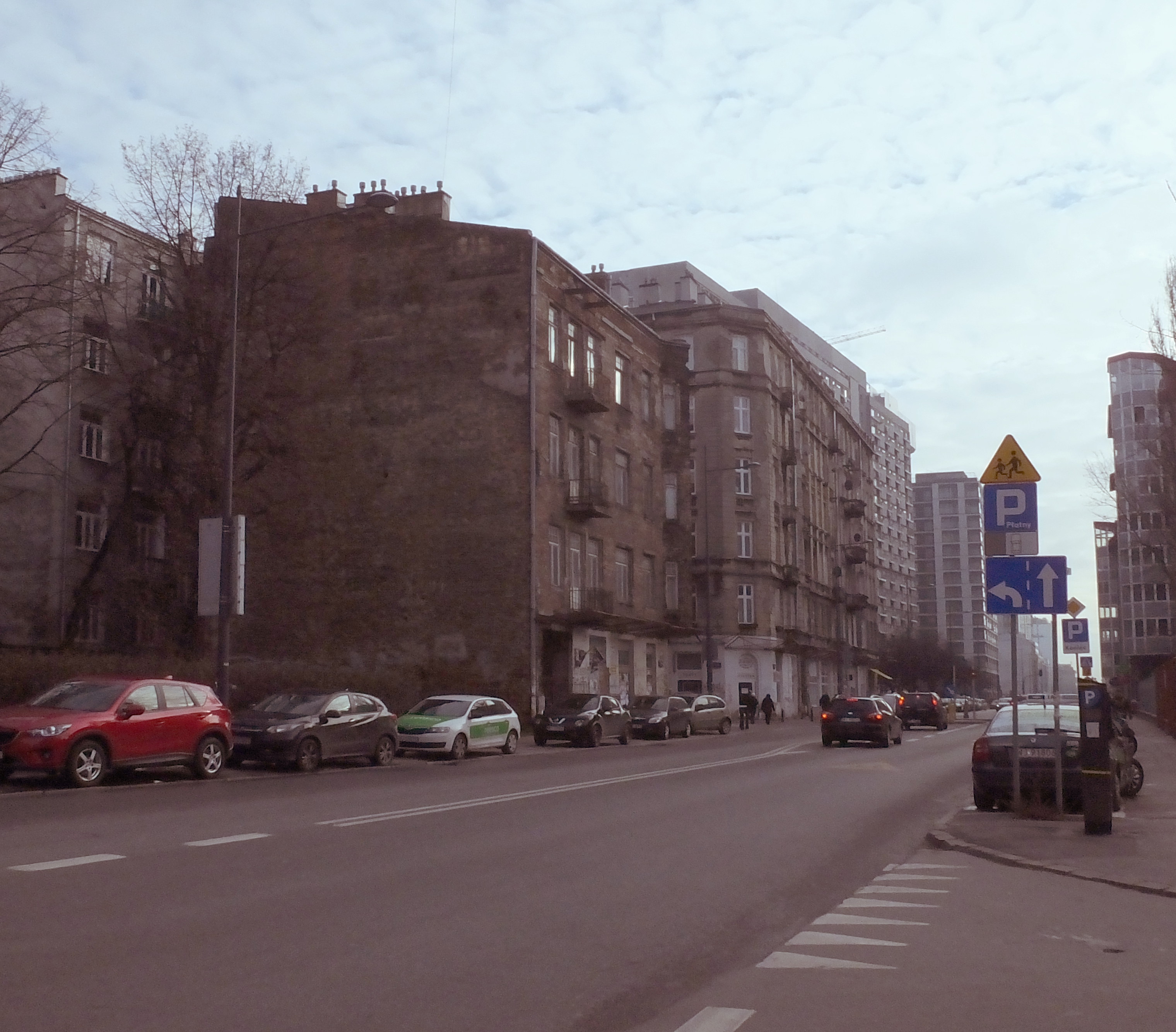
W tle kamienica przy ul. Żelaznej 64 (widok współczesny)

Hanna Elżbieta Gałązka z domu Skowronek (ur. 5 listopada 1933, zm. 5 listopada 2018 w Warszawie) – Polka, Sprawiedliwa wśród Narodów Świata.

## Życiorys
Hanna Gałązka urodziła się w rodzinie Janiny i Stanisław Skowronków. Pierwsze lata swojego życia spędziła w Warszawie, na początku przy ulicy Łuckiej, później w mieszkaniu przy Żelaznej 64. Stanisław pracował w elektrowni, Janina sprzedawała mydło w Hali Mirowskiej.
Podczas wakacji w Białej Rawskiej Hanna przyjaźniła się z Hanią, kilkuletnią Żydówką, córką Zysli Kuperszmid. Na początku wojny Zysla pracowała jako krawcowa, szyjąc ubrania dla Niemców. W 1942 r. nastąpiła likwidacja getta w Białej Rawskiej, wskutek czego razem z Hanią uciekła do Warszawy. Zwróciła się po pomoc do rodziny Skowronków w styczniu 1943 r. Mieszkanie przy ulicy Łuckiej, gdzie w tym czasie mieszkali Skowronkowie, nie mogło pomieścić więcej lokatorów, dlatego rodzina zdecydowała się umieścić je w kryjówce przy Żelaznej 64. Przez trzy następne miesiące codziennie przynosili posiłki Zysli i Hani, po czym w marcu 1943 r. zamieszkali razem z ukrywanymi. Do września 1944 r. Zysla i Hania przebywały w schronieniu i razem z rodziną Skowronków przeżyły powstanie warszawskie. Następnie znaleźli się w obozie przejściowym w Pruszkowie, skąd kobiety przeniesiono do Senftenberg. Pracowały w miejscowej fabryce lamp samolotowych do zakończenia wojny, po czym w 1945 r. wróciły do Białej Rawskiej. Przebywały później w obozie przejściowym w Łodzi, później wyjechały do Izraela. Po latach Zysla Kuperszmid odnowiła kontakt z rodziną Skowronków. Jej wspomnienia z okresu okupacji zostały wydane w 2002 r. po polsku pt. Przyjaciółki z ulicy Żelaznej.
W 2001 r. Hanna Gałązka została odznaczona medalem Sprawiedliwej wśród Narodów Świata. W 2016 Gałązka "za bohaterską postawę i niezwykłą odwagę wykazaną w ratowaniu życia Żydom podczas II wojny światowej, za wybitne zasługi w obronie godności, człowieczeństwa i praw ludzkich" otrzymała Krzyż Komandorski Orderu Odrodzenia Polski. Była skarbniczką Zarządu Polskiego Towarzystwa Sprawiedliwych wśród Narodów Świata.